# (18079) Lion-Stoppato
(18079) Lion-Stoppato est un astéroïde de la ceinture principale.

## Description
(18079) Lion-Stoppato est un astéroïde de la ceinture principale. Il fut découvert le 27 mars 2000 à la station Anderson Mesa par le programme LONEOS. Il présente une orbite caractérisée par un demi-grand axe de 3,07 UA, une excentricité de 0,09 et une inclinaison de 8,3° par rapport à l'écliptique.

## Compléments